# Famille de Gelfe
 (novembre 2024).
Si vous disposez d'ouvrages ou d'articles de référence ou si vous connaissez des sites web de qualité traitant du thème abordé ici, merci de compléter l'article en donnant les références utiles à sa vérifiabilité et en les liant à la section « Notes et références ».
La famille de Gelfe est issue d'une famille de la haute noblesse de Trente, la famille Gelfi.

## Historique
La famille Gelfi possédait un palais, depuis le XVIe siècle, sur la Piazza Pasi, où est toujours conservé leur blason. C'est en mai 1922 que la famille se scinda en deux parties. En effet, la famille avait toujours été opposée au fascisme et activement pris part dans la lutte. Cependant, quand le roi d'Italie Victor-Emmanuel III confia le gouvernement à Benito Mussolini, la famille se divisa : une branche voulait veiller sur le colossal patrimoine familial et se plier à la décision du roi, et l'autre refusait de reconnaître Mussolini au pouvoir. Cette dernière partit en France où elle transforma son nom en de Gelfe.